# Eremolaena rotundifolia
Eremolaena rotundifolia är en tvåhjärtbladig växtart som beskrevs av Paul Auguste Danguy. Eremolaena rotundifolia ingår i släktet Eremolaena och familjen Sarcolaenaceae. Inga underarter finns listade i Catalogue of Life.